# Matileola thaii
Matileola thaii är en tvåvingeart som beskrevs av Papp 2005. Matileola thaii ingår i släktet Matileola och familjen Lygistorrhinidae.
Artens utbredningsområde är Thailand. Inga underarter finns listade i Catalogue of Life.